# Rastislav Fiantok
Rastislav Fiantok (* 27. srpna 1963, Topoľčany) je bývalý slovenský fotbalista, útočník a reprezentant Slovenska ve futsalu.

## Fotbalová kariéra
V československé lize hrál za ZVL Považská Bystrica, FC Nitra a DAC Dunajská Streda. V československé lize odehrál 30 utkání a dal 2 góly. V sezóně 1986/87 byl nejlepším střelcem 1. slovenské národní ligy. Později reprezentoval Slovensko ve futsalu.

## Ligová bilance
| Ročník                                      | Zápasy | Góly | Klub                  |
| ------------------------------------------- | ------ | ---- | --------------------- |
| 1. slovenská národní fotbalová liga 1985/86 | 21     | 9    | ZVL Považská Bystrica |
| 1. slovenská národní fotbalová liga 1986/87 | 27     | 14   | ZVL Považská Bystrica |
| 1. slovenská národní fotbalová liga 1987/88 | 27     | 8    | ZVL Považská Bystrica |
| 1. slovenská národní fotbalová liga 1988/89 | 27     | 13   | ZVL Považská Bystrica |
| 1. československá fotbalová liga 1989/90    | 21     | 2    | ZVL Považská Bystrica |
| 1. československá fotbalová liga 1990/91    | 4      | 0    | FC Nitra              |
| 1. československá fotbalová liga 1991/92    | 5      | 0    | DAC Dunajská Streda   |
| CELKEM                                      | 30     | 2    |                       |